# Ramazan Rragami
Ramazan Rragami (Shkodra, 1944. április 3. – 2022. január 15.) válogatott albán labdarúgó, középpályás, edző.

## Pályafutása

### Klubcsapatban
1960 és 1964 között a Vllaznia, 1964 és 1971 között a Partizani, 1971 és 1977 között ismét a Vllaznia, 1977–78-ban a Skënderbeu labdarúgója volt. A Partizanival egy albán bajnokságot és három kupagyőzelmet, a Vllaznia csapatával két bajnokságot és egy kupa győzelmet ért el.

### A válogatottban
1965 és 1973 között 20 alkalommal szerepelt az albán válogatottban és egy gólt szerzett.

### Edzőként
1982–83-ban a Vllaznia, 1983–84-ben az albán U21-es válogatott, 1999–00-ben újra a Vllaznia vezetőedzője volt. Az 1982–83-as idényben bajnoki címet nyert a shkodrai csapattal.

## Sikerei, díjai

### Játékosként
Partizani
- Albán bajnokság
  - bajnok: 1970–71
- Albán kupa
  - győztes (3): 1966, 1968, 1970

 Vllaznia
- Albán bajnokság
  - bajnok (2): 1971–72, 1973–74
- Albán kupa
  - győztes: 1972

### Edzőként
Vllaznia
- Albán bajnokság
  - bajnok: 1982–83

## Statisztika

### Mérkőzései az albán válogatottban
| Albánia | Albánia            | Albánia                         | Albánia        | Albánia  | Albánia        | Albánia            | Albánia | Albánia        |
| #       | Dátum              | Helyszín                        | Hazai          | Eredmény | Vendég         | Kiírás             | Gólok   | Esemény        |
| ------- | ------------------ | ------------------------------- | -------------- | -------- | -------------- | ------------------ | ------- | -------------- |
| 1.      | 1965. május 2.     | Genf, Charmilles stadion        | Svájc          | 1 – 0    | Albánia        | vb-selejtező       | -       |                |
| 2.      | 1965. május 7.     | Belfast, Windsor Park           | Észak-Írország | 4 – 1    | Albánia        | vb-selejtező       | -       |                |
| 3.      | 1965. november 24. | Tirana, Qemal Stafa Stadion     | Albánia        | 1 – 1    | Észak-Írország | vb-selejtező       | -       |                |
| 4.      | 1967. április 8.   | Dortmund, Rote Erde Stadion     | NSZK           | 6 – 0    | Albánia        | Eb-selejtező       | -       |                |
| 5.      | 1967. május 14.    | Tirana, Qemal Stafa Stadion     | Albánia        | 0 – 2    | Jugoszlávia    | Eb-selejtező       | -       |                |
| 6.      | 1967. november 12. | Belgrád, JNA Stadion            | Jugoszlávia    | 4 – 0    | Albánia        | Eb-selejtező       | -       |                |
| 7.      | 1967. december 17. | Tirana, Qemal Stafa Stadion     | Albánia        | 0 – 0    | NSZK           | Eb-selejtező       | -       |                |
| 8.      | 1970. október 14.  | Chorzów, Śląski Stadion         | Lengyelország  | 3 – 0    | Albánia        | Eb-selejtező       | -       |                |
| 9.      | 1970. december 13. | Isztambul, Mithat Paşa Stadion  | Törökország    | 2 – 1    | Albánia        | Eb-selejtező       | -       |                |
| 10.     | 1971. február 17.  | Tirana, Qemal Stafa Stadion     | Albánia        | 0 – 1    | NSZK           | Eb-selejtező       | -       |                |
| 11.     | 1971. április 18.  | Bukarest, Köztársasági stadion  | Románia        | 2 – 1    | Albánia        | olimpiai selejtező | -       |                |
| 12.     | 1971. május 12.    | Tirana, Qemal Stafa Stadion     | Albánia        | 1 – 1    | Lengyelország  | Eb-selejtező       | -       |                |
| 13.     | 1971. május 26.    | Tirana, Qemal Stafa Stadion     | Albánia        | 1 – 2    | Románia        | olimpiai selejtező | -       |                |
| 14.     | 1971. június 12.   | Karlsruhe, Wildparkstadion      | NSZK           | 2 – 0    | Albánia        | Eb-selejtező       | -       |                |
| 15.     | 1972. június 21.   | Helsinki, Olimpiai Stadion      | Finnország     | 1 – 0    | Albánia        | vb-selejtező       | -       |                |
| 16.     | 1972. október 29.  | Bukarest, Augusztus 23. Stadion | Románia        | 2 – 0    | Albánia        | vb-selejtező       | -       |                |
| 17.     | 1973. április 7.   | Magdeburg, Ernst Grube Stadion  | NDK            | 2 – 0    | Albánia        | vb-selejtező       | -       |                |
| 18.     | 1973. május 6.     | Tirana, Qemal Stafa Stadion     | Albánia        | 1 – 4    | Románia        | vb-selejtező       | -       |                |
| 19.     | 1973. október 10.  | Tirana, Qemal Stafa Stadion     | Albánia        | 1 – 0    | Finnország     | vb-selejtező       | 1       | 25' (11-esből) |
| 20.     | 1973. november 3.  | Tirana, Qemal Stafa Stadion     | Albánia        | 1 – 4    | NDK            | vb-selejtező       | -       |                |
|         | Összesen           |                                 |                | 20       | mérkőzés       |                    | 1       | gól            |